# کیرشباخ
کیرشباخ (به آلمانی: Kirchbach) یک منطقهٔ مسکونی در اتریش است که در ناحیه هرماگور واقع شده‌است. کیرشباخ ۹۹٫۰۳ کیلومتر مربع مساحت دارد ۶۴۰ متر بالاتر از سطح دریا واقع شده‌است.

## خواهرخوانده
شهر گاردونی خواهرخواندهٔ کیرشباخ هست.